# Lares (Uruguay)
 (décembre 2020).
Si vous disposez d'ouvrages ou d'articles de référence ou si vous connaissez des sites web de qualité traitant du thème abordé ici, merci de compléter l'article en donnant les références utiles à sa vérifiabilité et en les liant à la section « Notes et références ».
Pour les articles homonymes, voir Lares.
Lares est une localité uruguayenne du département de Soriano.

## Localisation
Situé au sud du département de Soriano, à proximité du département de Colonia, Lares se déploie au sud de l' arroyo del Sauce, à un kilomètre à l'ouest de la localité de Perseverano et à 8 kilomètres au nord-ouest de la route 55.

## Population
| 2004 | 2011 |
| ---- | ---- |
| -    | 111  |

## Source
- (es) Cet article est partiellement ou en totalité issu de l’article de Wikipédia en espagnol intitulé « Lares (Uruguay) » (voir la liste des auteurs).